# White Crown Mountain
White Crown Mountain är ett berg i Kanada.   Det ligger i territoriet Nunavut, i den norra delen av landet, 3 900 km norr om huvudstaden Ottawa. Toppen på White Crown Mountain är 2 048 meter över havet.
Terrängen runt White Crown Mountain är huvudsakligen lite bergig. Trakten runt White Crown Mountain är nära nog obefolkad, med mindre än två invånare per kvadratkilometer.. Det finns inga samhällen i närheten.
Trakten runt White Crown Mountain är permanent täckt av is och snö.